# Karpinsk
Karpinsk (ryska Карпинск) är en stad i Sverdlovsk oblast i Ryssland vid Turjafloden, norr om Jekaterinburg. Folkmängden uppgår till cirka 28 000 invånare.

## Historia
Staden Bogoslovsk (Богосло́вск) grundades 1759 eller 1769. Området producerade stora mängder koppar fram till 1917. 1911 påbörjades kolbrytning i området. 1941 bildades staden Karpinsk genom en sammanslagning av orten Bogoslovskij (Богосло́вский) med den närbelägna orten Ugolnij (У́гольный)
Mellan 1945 och 1949 fanns det i närheten av Karpinsk ett arbetsläger för tyskar som tvångförflyttats från Ostpreussen och Pommern. Arbetet bestod av kolbrytning, husbyggnationer och arbete i stenbrott och under sommarhalvåret även skogsarbete på taigan.